# Bruno Senna
Bruno Senna, né le 15 octobre 1983 à São Paulo (Brésil), est un pilote automobile possédant la double nationalité brésilienne et italienne, et courant sous licence brésilienne. Il est le neveu du défunt triple champion du monde de Formule 1, Ayrton Senna. Il a fait ses débuts en Formule 1 en 2010 dans l'écurie Hispania Racing F1 Team, avant de devenir en 2011 pilote d'essai puis pilote titulaire chez Renault F1 Team. Après avoir perdu son volant, il rejoint en 2012 l'équipe britannique Williams. En 2014, il fait son retour en monoplace à l'occasion du nouveau championnat de voitures électriques, la Formule E.

## Biographie

### Les débuts
Dès l'âge de huit ans, le jeune Bruno Senna émet le souhait de marcher sur les traces de son oncle, et pratique assidûment pendant plusieurs années le karting, souvent en compagnie d'Ayrton lui-même. Mais à la suite de l'accident mortel d'Ayrton Senna sur le circuit d'Imola en 1994, sa mère Viviane Senna Lalli, la sœur d'Ayrton, lui interdit de poursuivre cette activité. Bruno perd également son père, Flavio Lalli, dans un accident de moto en 1995.

### La monoplace

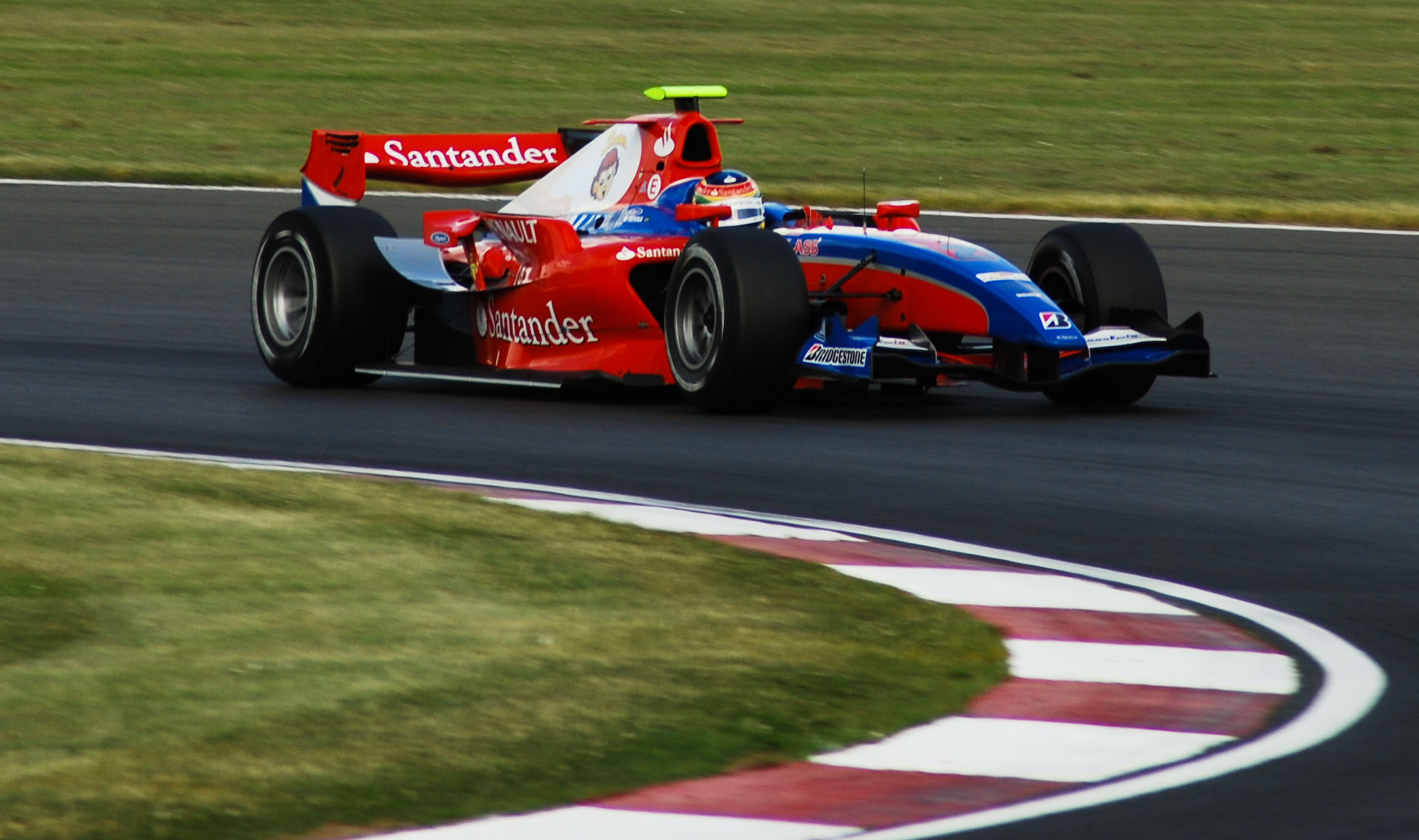
Senna pilote pour iSport International en GP2 Series

Dix ans plus tard, en 2004, Bruno peut reprendre le cours de sa carrière. Conseillé par l'ancien pilote autrichien Gerhard Berger (un grand ami de la famille Senna, et qui a contribué à la levée de l'interdit familial) le Brésilien débute en monoplace en participant aux deux derniers meetings du championnat britannique de Formule BMW. Rapidement, il se met en évidence en obtenant une sixième place à Donington. La même année, en Formule Renault 2.0, il se classe deuxième sur le circuit de Macao, pour sa première course avec cette voiture.
Malgré son expérience extrêmement limitée, il passe en Formule 3 britannique l'année suivante, au sein de l'écurie RR Racing, codétenue par le pilote finlandais Kimi Räikkönen et son manager Steve Robertson. Bruno se bat régulièrement pour les points et obtient quelques podiums, pour finir dixième du championnat. Il se révèle véritablement en 2006 puisqu'il remporte ses premières victoires en Formule 3 et qu'il se bat un temps pour le titre pour terminer le championnat en troisième position.
En 2007, Bruno Senna participe au championnat GP2 Series, l'antichambre de la Formule 1, au sein de l'écurie Arden International. Le 12 mai, pour sa troisième course dans la discipline, Bruno remporte l'épreuve longue du meeting de Barcelone, sur le circuit de Catalogne, devant Timo Glock et Lucas di Grassi. Après cette victoire et plusieurs podiums, il termine la saison à une honorable huitième place (ayant pour but de finir cette saison d'apprentissage dans le top 10). À la fin de la saison, il effectue des tests sur le circuit de Jerez pour les écuries GP2 Campos Grand Prix et iSport International (championne 2007), établissant le record du tour avec cette dernière.
Au cours de l'hiver 2008, il participe à la première édition de la GP2 Asia Series (déclinaison asiatique et hivernale du GP2 Series) qu'il termine à la cinquième position du classement général avec deux deuxièmes places et deux meilleurs tours lors de la course longue.
Le 23 mai 2008, Bruno Senna remporte la course du GP2 Series sur le circuit de Monaco, quinze ans jour pour jour après la dernière victoire de son oncle sur ce circuit et termine vice-champion.

### Le Mans Series
Sans volant en monoplace pour la saison 2009, il s'engage en Le Mans Series avec l'équipe française Oreca, dirigée par Hugues de Chaunac. Face aux Aston Martin officielles, les Audi R10 privées et Pescarolo Sport, Bruno Senna réalise deux podiums aux 1 000 km de Barcelone puis au 1 000 km d'Algarve au Portugal.

### 2010: première saison difficile en Formule 1

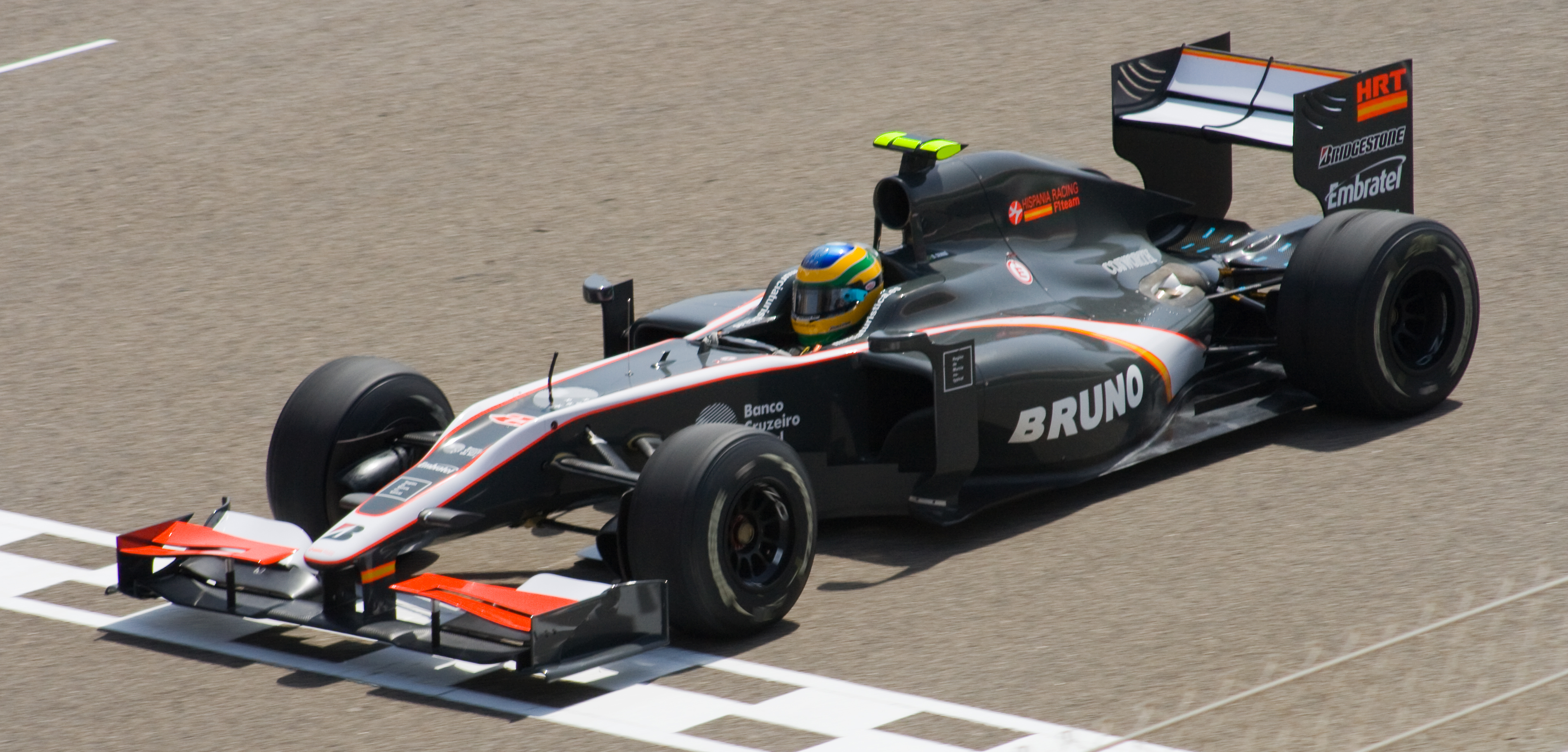
Bruno Senna sur l'Hispania F110 en 2010 à Bahreïn

Le 31 octobre 2009, son arrivée en Formule 1 au sein de l'écurie novice Hispania Racing F1 Team pour la saison 2010 est officialisée. Lors de la première partie de la saison, faute de disposer d'une monoplace performante, il se qualifie en fond de grille, sa meilleure qualification étant une vingt-et-unième place en Espagne. Il abandonne à six reprises et obtient la seizième place finale (en Malaisie et en Chine) comme meilleur résultat.
Le jeudi 8 juillet 2010, à l'occasion du Grand Prix automobile de Grande-Bretagne, il est remplacé par le pilote-essayeur japonais Sakon Yamamoto. Toutefois, l'écurie confirme sa position de pilote-titulaire jusqu'à la fin de la saison.
La deuxième partie de l'année est meilleure pour Senna qui n'abandonne qu'à trois autres reprises. Il réussit à se qualifier en dix-huitième position au Grand Prix de Belgique et obtient son meilleur résultat de la saison en Corée, où il termine quatorzième de la course, juste après s'être classé quinzième au Japon.
Il termine vingt-troisième du championnat du monde des pilotes, sans avoir inscrit de point.

### 2011: pilote chez Renault

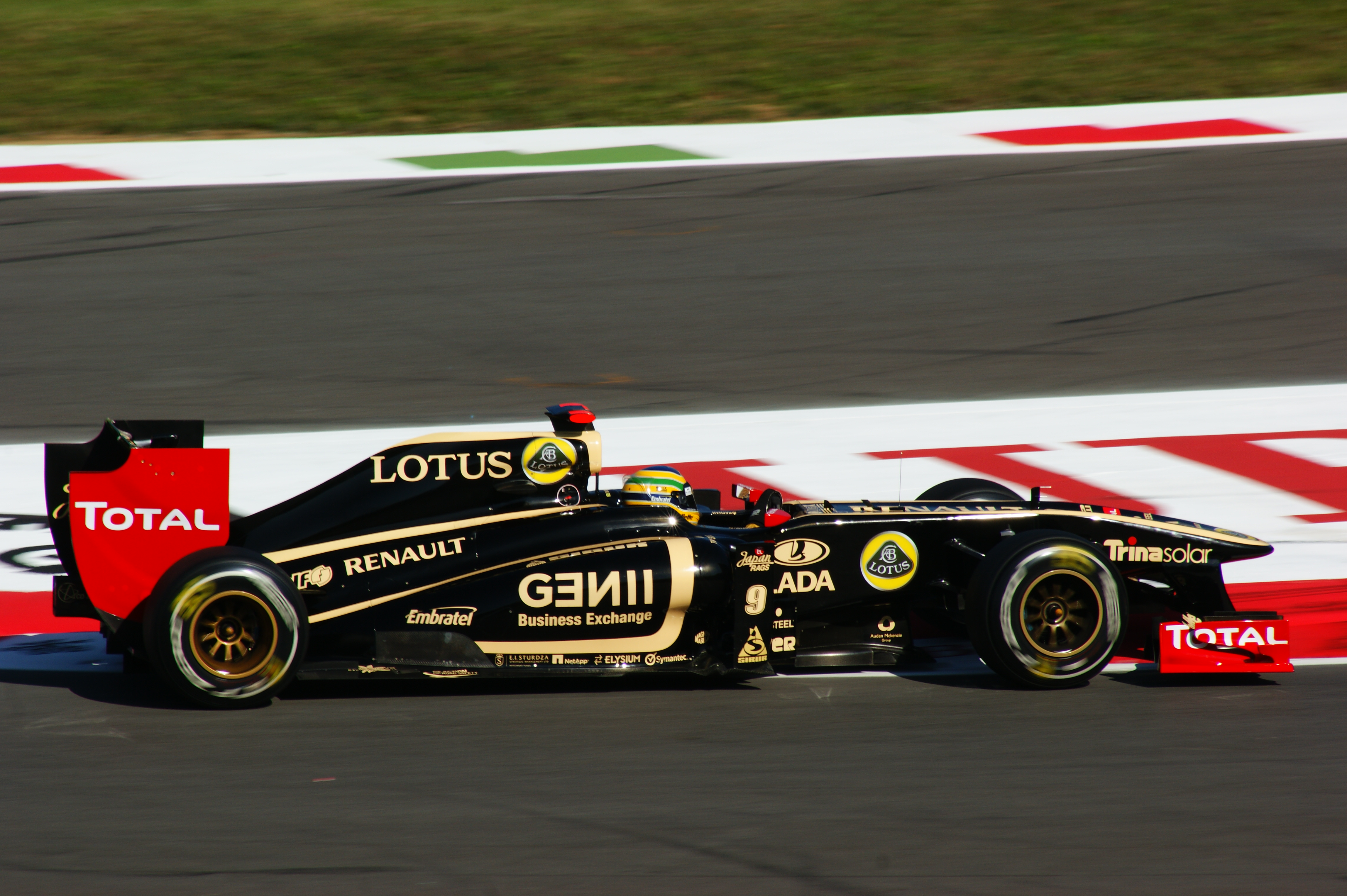
Senna sur une Renault lors du Grand Prix d'Italie 2011.

Bruno Senna quitte HRT pour Lotus Renault GP en tant que pilote d'essai aux côtés de Romain Grosjean. Le 24 août, Renault annonce que Bruno Senna est promu pilote-titulaire en remplacement de Nick Heidfeld à partir du Grand Prix de Belgique où il se qualifie en septième position. Au départ, il rate complètement son freinage et percute Jaime Alguersuari qui abandonne. Les commissaires de course jugent Senna responsable de l'accrochage et le pénalisent d'un drive-through. Il se classe finalement treizième de la course.
Initialement titularisé pour deux Grands Prix (Belgique et Italie), il est officialisé pour le reste de la saison le 2 septembre lorsque l'écurie règle son différend avec Nick Heidfeld. Pour son second Grand Prix, à Monza, il marque ses premiers points en Formule 1 en terminant neuvième de la course. Au Grand Prix de Singapour, il termine quinzième devant son coéquipier Petrov.
Deux semaines plus tard à Suzuka, Senna prend un mauvais départ et ne peut faire mieux qu'une seizième place à l'arrivée. Il ne brille pas plus au Grand Prix suivant, en Corée, se classant treizième après une qualification en quinzième position sur la grille, ni au premier Grand Prix d'Inde de l'histoire où, qualifié en quatorzième position, il franchit la ligne d'arrivée douzième. À Abou Dabi, il se qualifie quatorzième et termine seizième. Pour son Grand Prix national, le dernier de la saison, il accède à la dernière partie des qualifications et, s'il prend le départ neuvième, ne termine que dix-septième après un accrochage avec Michael Schumacher. Avec deux points inscrits, il se classe dix-huitième du championnat du monde, juste devant son futur coéquipier Pastor Maldonado.

### 2012: dernière saison en Formule 1 chez Williams

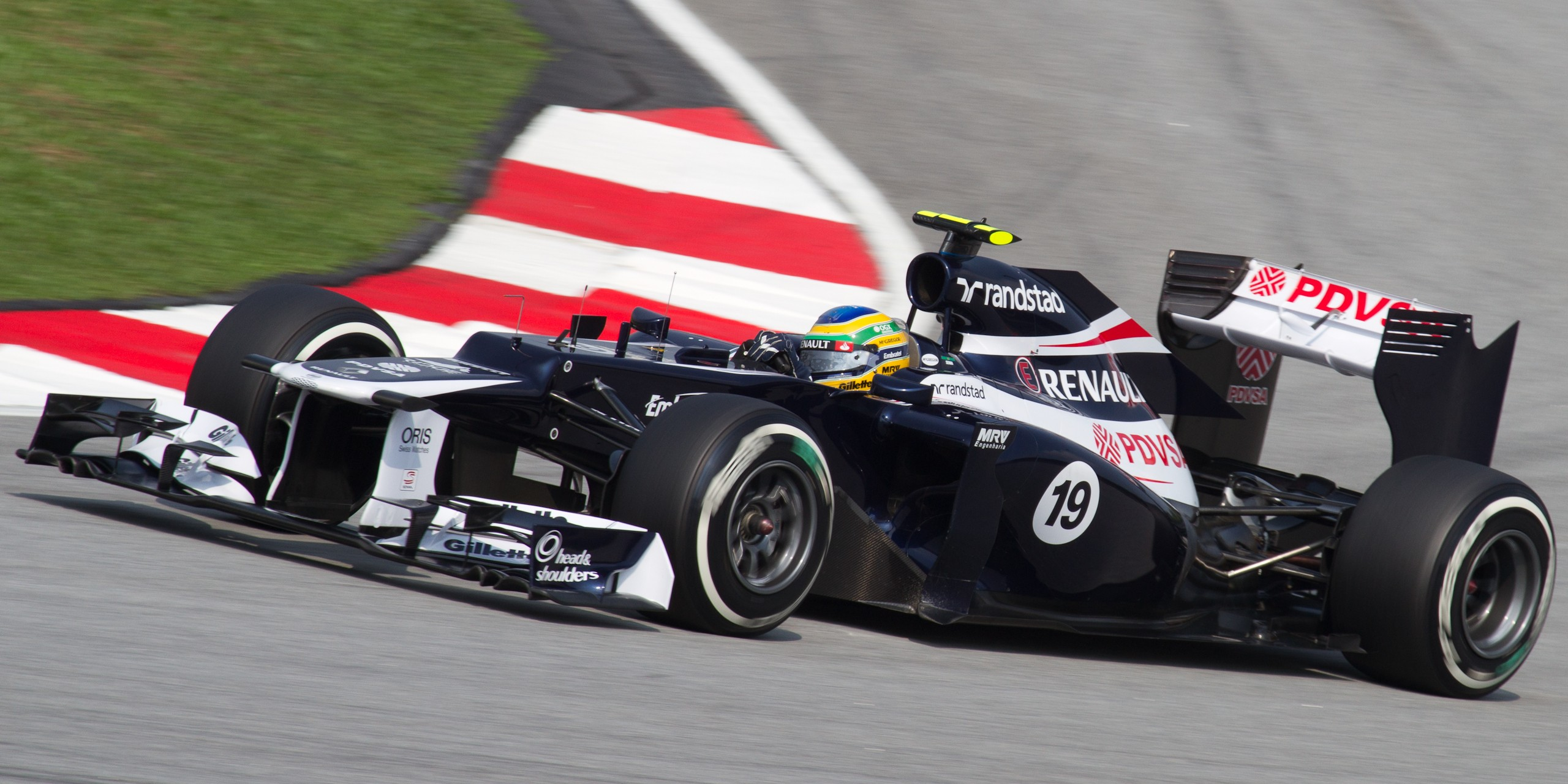
Bruno Senna au Grand Prix de Malaisie 2012.

Alors que Senna n'est pas reconduit chez Lotus F1 Team (ex-Renault F1 Team) pour la saison 2012, l'écurie britannique Williams annonce le 16 janvier 2012 qu'elle fait de lui son deuxième pilote titulaire, aux côtés de Pastor Maldonado,.
Au Grand Prix inaugural, en Australie, il abandonne après s'être accroché avec son compatriote Felipe Massa. En Malaisie, il termine sixième puis, trois semaines plus tard, en Chine il se classe septième. Il abandonne ensuite à deux reprises puis renoue avec les points en se classant dixième à Monaco, puis au Grand Prix d'Europe. Il se classe neuvième du Grand Prix de Grande-Bretagne puis se classe septième en Hongrie. En Belgique, à Spa Francorchamps, il réalise son premier meilleur tour en course. Il marque le point de la dixième place au Grand Prix d'Italie.
La suite de la saison est plus difficile puisqu'il termine hors des points lors de trois manches de la « tournée asiatique » (à Singapour, au Japon où il est pénalisé pour avoir accroché Nico Rosberg et en Corée). Il termine ensuite dixième en Inde et huitième à Abou Dabi où il inscrit ses derniers points de la saison : en effet, pour son Grand Prix national, il abandonne dès les premiers hectomètres de l'épreuve après un accrochage.
Au terme de la saison, il est entré à dix reprises dans les points (avec une sixième place comme meilleur résultat) et a inscrit 31 points, soit quatorze de moins que son coéquipier qui a remporté une course. Il se classe seizième du championnat du monde des pilotes, juste derrière son coéquipier Maldonado. Au lendemain du Grand Prix du Brésil, l'écurie Williams annonce qu'elle ne le conserve pas pour 2013 et le remplace par son pilote-essayeur Valtteri Bottas.

### 2013: retour en Endurance chez Aston Martin
Bruno Senna signe chez Aston Martin pour la saison 2013 afin d'y disputer le Championnat du Monde d'Endurance (WEC) dans la catégorie GTE Pro.
Il remporte la première course de la saison à Silverstone et termine 2e de la seconde à Spa-Francorchamps. Il remporte également les 6 Heures du circuit des Amériques.

### 2014 - 2015: Formule E et GT

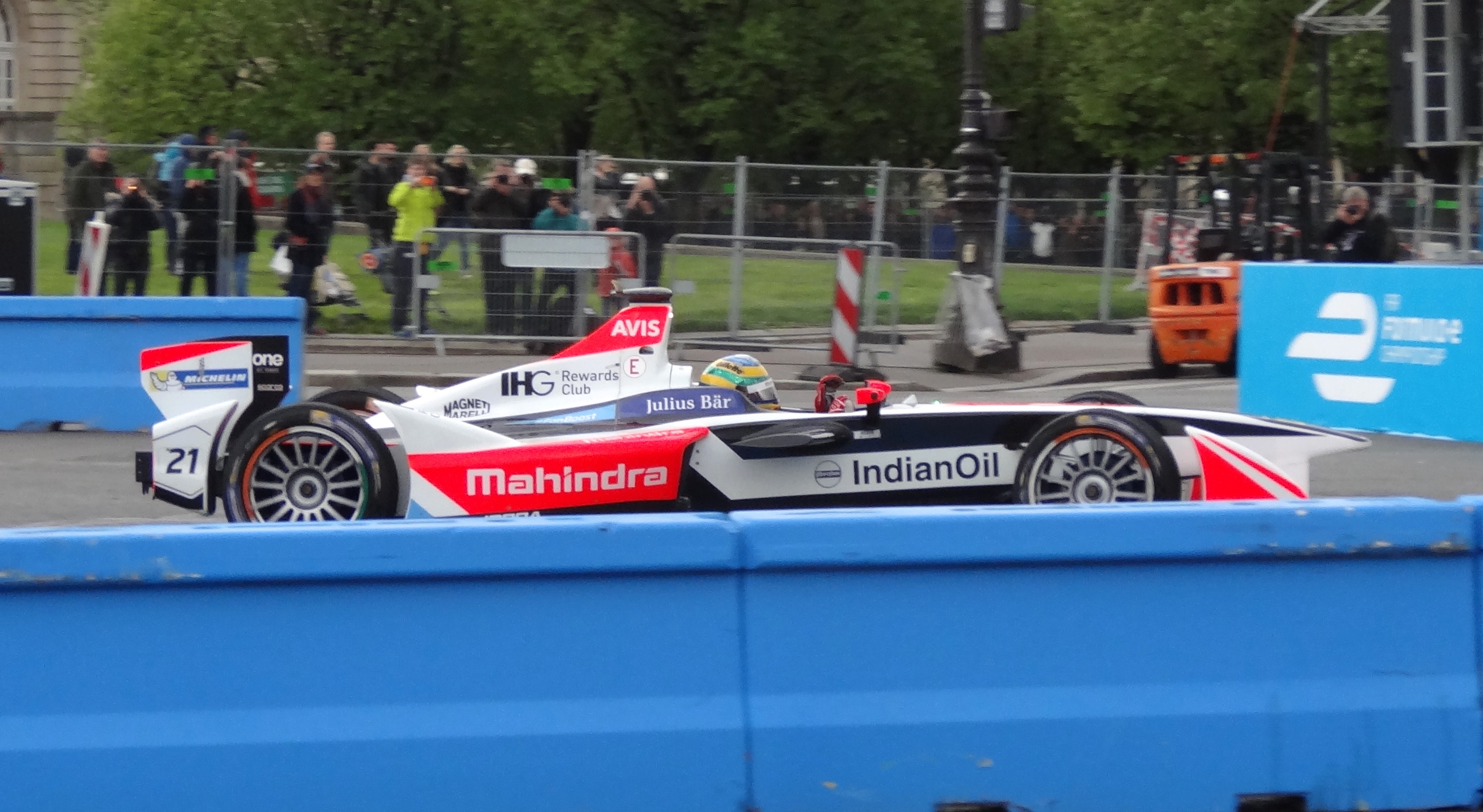
Senna en Formula E à Paris en 2016.

Senna fait son retour en monoplace en participant au nouveau Championnat de Formule E FIA. Aligné par Mahindra Racing, il rejoint son ancien coéquipier en Formule 1, l'Indien Karun Chandhok.
Il termine 10e du championnat et réalise son meilleur résultat à Londres lors de la dernière course de la saison (4e).
Pour la saison 2015, en parallèle de la Formule E où il a désormais Nick Heidfeld comme équipier, il est nommé pilote officiel McLaren pour son programme en GT.

## Carrière avant la F1
- 2004 : Formule BMW britannique, 6e du grand-prix de Donington
- 2004 : Formule Renault, 2e du grand-prix de Macao
- 2005 : Formule 3 britannique, 10e du championnat
- 2006 : Formule 3 britannique, 3e du championnat
- 2007 : GP2 Series, 8e du championnat
- 2008 : GP2 Series, 2e du championnat
- 2009 : Le Mans Series, 16e du championnat (3 courses, 2 podiums)

### Résultats en championnat du monde de Formule 1
| Saison | Écurie                  | Châssis | Moteur      | Pneus       | GP disputés | Pole positions | Victoires | Podiums | Records du tour | Points inscrits | Abandons | Classement |
| ------ | ----------------------- | ------- | ----------- | ----------- | ----------- | -------------- | --------- | ------- | --------------- | --------------- | -------- | ---------- |
| 2010   | Hispania Racing F1 Team | F110    | Cosworth V8 | Bridgestone | 18          | 0              | 0         | 0       | 0               | 0               | 9        | 23e        |
| 2011   | Renault F1 Team         | R31     | Renault V8  | Pirelli     | 8           | 0              | 0         | 0       | 0               | 2               | 0        | 18e        |
| 2012   | Williams F1 Team        | FW34    | Renault V8  | Pirelli     | 20          | 0              | 0         | 0       | 1               | 31              | 0        | 16e        |

| Année | Écurie                  | Châssis       | Moteur                 | 1        | 2        | 3      | 4       | 5        | 6        | 7        | 8        | 9      | 10     | 11     | 12     | 13       | 14       | 15       | 16     | 17     | 18     | 19     | 20       | Classement | Points |
| ----- | ----------------------- | ------------- | ---------------------- | -------- | -------- | ------ | ------- | -------- | -------- | -------- | -------- | ------ | ------ | ------ | ------ | -------- | -------- | -------- | ------ | ------ | ------ | ------ | -------- | ---------- | ------ |
| 2010  | Hispania Racing F1 Team | Hispania F110 | Cosworth CA2010 2.4 V8 | BAH Abd. | AUS Abd. | MAL 16 | CHI 16  | SPA Abd. | MON Abd. | TUR Abd. | CAN Abd. | EUR 20 | GBR    | ALL 19 | HUN 17 | BEL Abd. | ITA Abd. | SIN Abd. | JPN 15 | COR 14 | BRA 21 | ABD 19 |          | 0          | 23e    |
| 2011  | Lotus Renault GP        | Renault R31   | Renault RS27 2.4 V8    | AUS      | MAL      | CHI    | SPA     | MON      | TUR      | CAN      | EUR      | GBR    | ALL    | HUN    | BEL 13 | ITA 9    | SIN 15   | JPN 16   | COR 13 | IND 12 | ABD 16 | BRA 17 |          | 2          | 18e    |
| 2012  | Williams F1 Team        | Williams FW34 | Renault RS27-2012 V8   | AUS 16*  | MAL 6    | CHI 7  | BAH 22* | ESP Abd. | MON 10   | CAN 17   | EUR 10   | GBR 9  | ALL 17 | HON 7  | BEL 12 | ITA 10   | SIN 18*  | JAP 14   | COR 15 | IND 8  | ABU 10 | USA 10 | BRÉ Abd. | 31         | 16e    |

- Nq.=Non qualifié - Abd.=Abandon
- *le Pilote n'a pas fini la course mais est classé pour avoir parcouru 90 % de la distance

### Résultats en GP2 Series

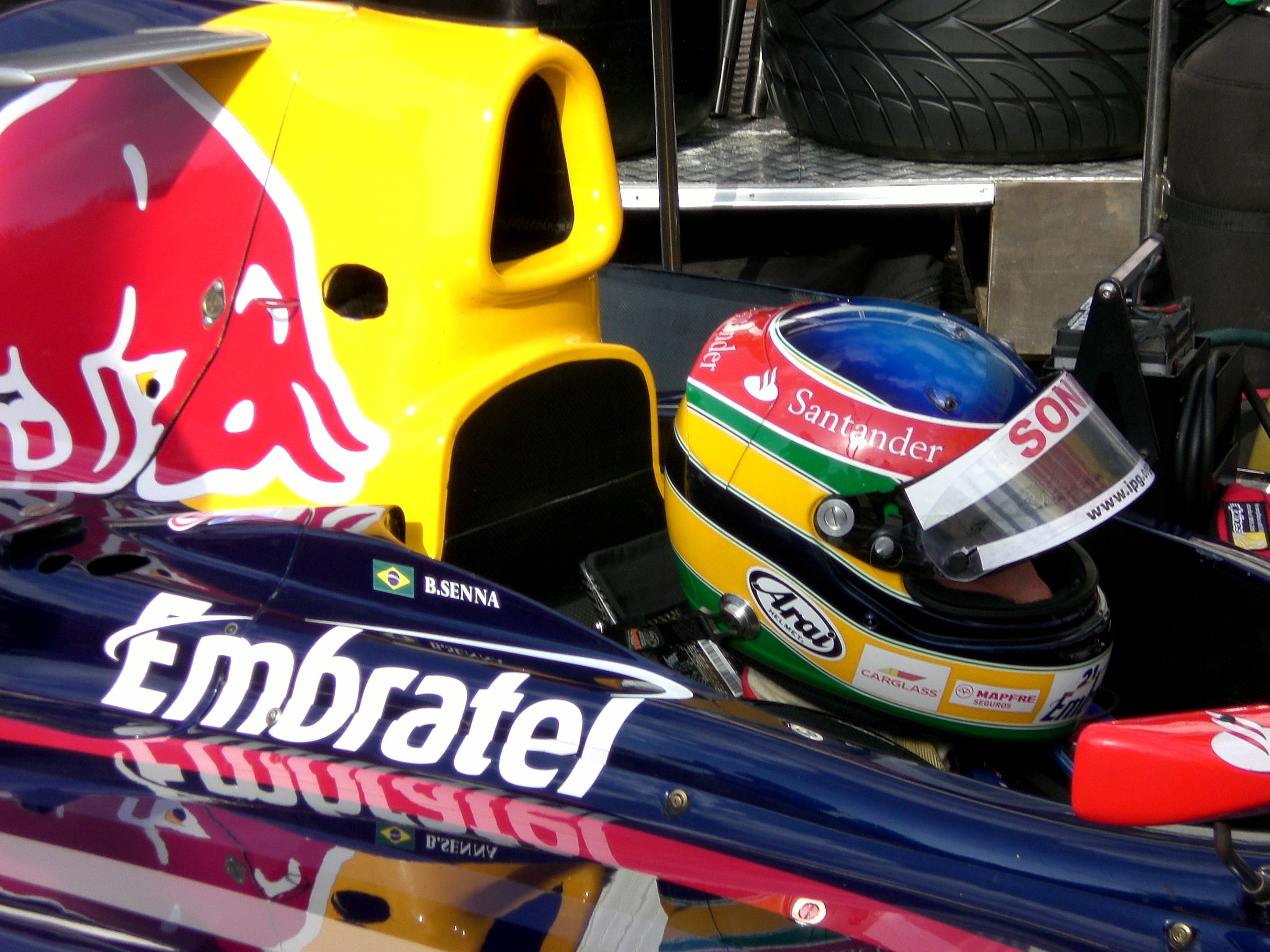
Bruno Senna lors des essais libres GP2 à Monaco en 2007.

| Saison | Écurie               | Courses disputées | Pole positions | Victoires | Points inscrits | Classement |
| 2007   | Arden International  | 21                | 0              | 1         | 34              | 8e         |
| 2008   | iSport International | 20                | 3              | 2         | 64              | 2e         |

### Résultats aux 24 Heures du Mans
| Année | Voiture                  | Équipe              | Équipiers                             | Résultat |
| ----- | ------------------------ | ------------------- | ------------------------------------- | -------- |
| 2009  | Oreca 01-AIM             | Team Oreca          | Tiago Monteiro / Stéphane Ortelli     | Abandon  |
| 2013  | Aston Martin Vantage GTE | Aston Martin Racing | Frédéric Makowiecki / Rob Bell        | Abandon  |
| 2014  | Aston Martin Vantage GTE | Aston Martin Racing | Darren Turner / Stefan Mücke          | 35e      |
| 2016  | Ligier JS P2-Nissan      | RGR Sport by Morand | Filipe Albuquerque / Ricardo González | 10e      |
| 2017  | Oreca 07-Gibson          | Rebellion Racing    | Nicolas Prost / Julien Canal          | 16e      |
| 2018  | Rebellion R13            | Rebellion Racing    | André Lotterer / Neel Jani            | 4e       |
| 2019  | Rebellion R13            | Rebellion Racing    | André Lotterer / Neel Jani            | 4e       |